# Стефан Величков (кмет)
Стефан Александров Величков е български икономист, партиен и стопански деец.

## Биография
Роден е на 11 октомври 1935 в град Кюстендил. Завършва ВИИ „Карл Маркс" в София със специалност „икономика на промишлеността“ (1957) и АОНСУ, София, специалност „управление на социалните дейности“ (1976). Член на БКП от 1966. През периода 1957 – 1971 работи като началник отдел в Държавна мелница „Зинови Григоров" – Кюстендил, главен специалист в Окръжен Народен Съвет – Кюстендил, заместник-директор на ДСО „Търговия" – Кюстендил. От 1971 е завеждащ отдел „Промишлено стопански" в Градския Комитет на БКП, от 1976 първи заместник-председател на Изпълнителния Комитет на Общински Народен Съвет – Кюстендил, от 1983 е завеждащ отдел „Промишлено стопански" в Окръжния Комитет на БКП.
На 6 юли 1985 е избран за председател на Изпълнителния Комитет на Общински Народен Съвет – Кюстендил и заема длъжността до март 1988. През време на управлението му са построени поликлиника в града, разширението на Картинната галерия и социален дом за възрастни хора. Пуснати са в експлоатация 10 помпени станции по поречието на р. Струма. Изгражда се жилищен квартал „Герена“, като годишно се строят по 300 апартамента.

## Награди
Носител на орден „Червено знаме на труда" (1985).